# Bezerros
Bezerros là một đô thị thuộc bang Pernambuco, Brasil. Đô thị này có diện tích 492,56 km², dân số năm 2007 là 56518 người, mật độ 114,74 người/km².